# لدینا سلئو
لدینا سلئو (به انگلیسی: Ledina Çelo) (زاده ۹ فوریه ۱۹۷۷) خواننده آلبانیایی است.
او در مسابقه آواز یوروویژن ۲۰۰۵ نماینده آلبانی بود.